# Franz Babinger
Franz Babinger, né le 15 janvier 1891, et mort le 23 juin 1967, est un orientaliste et historien allemand de l'Empire ottoman, surtout connu pour sa biographie du grand empereur ottoman Mehmed II, connu sous le nom de Conquérant, publiée à l'origine sous le titre Mehmed der Eroberer und seine Zeit. Une traduction en anglais de Ralph Manheim est disponible chez Princeton University Press sous le titre de Mehmed the Conqueror and His Time.

## Biographie
Franz Babinger naquit à Weiden in der Oberpfalz en Bavière et était déjà un universitaire accompli et linguiste au moment où il avait terminé ses études secondaires. Avant de commencer ses études universitaires, il avait déjà appris le persan et l'hébreu.
Babinger termina ses études doctorales à l'Université de Munich à la veille de la Première Guerre mondiale ; après le déclenchement de la guerre, il rejoignit l'armée allemande. En raison de ses compétences et de ses capacités linguistiques, Babinger servit au Moyen-Orient, évitant ainsi la guerre de tranchées mortelle qui faucha de nombreux chercheurs prometteurs de sa génération.
Après la guerre, Babinger poursuivit ses études à l'Université Humboldt de Berlin où il termina son Habilitationsschrift en 1921 et devint Professeur à la même institution. Au cours de cette période, il publia Geschichtsschreiber der Osmanen und ihre Werke ("Historiens de l'Empire ottoman"), qui devint la revue bibliographique standard de l'historiographie ottomane et confirma la réputation de la Friedrich-Wilhelms-Universität en tant que centre de référence pour les études sur le Proche-Orient. L'ascension des nazis au pouvoir en 1933 le contraignit à démissionner. Cependant, l'homme d'État roumain, universitaire et polyvalent Nicolae Iorga, lui-même historien très respecté de l'Empire ottoman, invita Babinger à prendre un poste à Bucarest, qu'il occupa jusqu'à recevoir l'ordre de quitter le pays en 1943.
Babinger reprit sa carrière d'enseignant après la Seconde Guerre mondiale à l'Université de Munich en 1948 jusqu'à sa retraite en 1958. En 1957, il témoigna des atrocités allemandes contre les Juifs roumains. Il continua à travailler et à publier activement jusqu'à sa mort accidentelle par noyade en Albanie le 23 juin 1967.

## Œuvre
En plus de son travail bibliographique, Babinger Babinger publia de nombreux articles et livres sur une grande variété de sujets. Babinger connaissait le turc, le roumain et l'arabe ainsi que les principales langues européennes, conférant à son œuvre un rayonnement et une autorité jusqu'alors peu représentées dans les études du Proche-Orient.
En raison de sa réputation, son opus magnum Mehmed le Conquérant a été publié sans aucune référence bibliographique connexe sur l'ensemble de la source primaire, puisque le volume compagnon décrivant ses vastes et volumineuses sources n'était pas terminé au moment de sa mort. Par conséquent, Mehmed le Conquérant est l'un des rares ouvrages académiques disponibles sans sources citées et dont l'autorité repose uniquement sur la réputation des capacités de recherche de l'auteur. Le professeur Halil İnalcık, de l'Université d'Ankara, lui reproche d'avoir négligé les sources ottomanes.

## Principales publications
- (de) Franz Babinger et Joachim Mayr, Geschichtsschreiber der Osmanen und ihre Werke, Harrassowitz, 1927, 477 p.
- (de) Franz Babinger, Mehmed der Eroberer und seine Zeit, Munich, 1953 (lire en ligne)